# Eryphanis gerhardi
Eryphanis gerhardi är en fjärilsart som beskrevs av Archibald C. Weeks 1902. Eryphanis gerhardi ingår i släktet Eryphanis och familjen praktfjärilar. Inga underarter finns listade i Catalogue of Life.